# Diogane
Diogane est un village du Sénégal situé dans le Sine Saloum. Il fait partie de la commune de Bassoul, dans l'arrondissement de Niodior, le département de Foundiougne et la région de Fatick.
Le village de Diogane compte 2 000 habitants en 2016. Il est situé au cœur de îles Saloum.

## Toponymie
Le nom Diogane provient du mot sérère Diohane qui signifie là-bas. L'histoire raconte que les habitants de Niodior cultivaient cette partie de terre fertile et quand d'autres habitants venaient pour l'explorer, ils leur répondaient Diohane (là-bas),.

## Religion
En 1879, le guide religieux Cheikh Fodé Lamine Ndong envahit Diogane,  sévère jusqu'alors, et les convertit à la religion musulmane,.  

## Ressources
Les femmes travaillent essentiellement dans les métiers de la pêche des huîtres, du poisson aussi dans les conserveries et les unités de transformation des produits halieutiques.
Les conditions de vie sur l'île sont très dures car elles sont liées au climat. S'il n'y a pas de soleil, il n'y a pas d'électricité. S'il ne pleut pas, il n'y a pas d'eau potable puisque l'eau de pluie est stockée dans les citernes pour le quotidien.